# Communes de la wilaya de Timimoun
Pour les autres communes, voir Liste des communes d'Algérie.
Liste des communes de la wilaya algérienne de Timimoun créée en 2019 par ordre alphabétique :
1. Aougrout
2. Charouine
3. Deldoul
4. Ksar Kaddour
5. Metarfa
6. Ouled Aïssa
7. Ouled Saïd
8. Talmine
9. Timimoun
10. Tinerkouk